# Agromyza cinerascens
Agromyza cinerascens este o specie de muște din genul Agromyza, familia Agromyzidae, descrisă de Macquart în anul 1835.
Este endemică în Franța. Conform Catalogue of Life specia Agromyza cinerascens nu are subspecii cunoscute.